# Eustiromastix moraballi
Eustiromastix moraballi är en spindelart som beskrevs av Cândido Firmino de Mello-Leitão 1940. 
Eustiromastix moraballi ingår i släktet Eustiromastix och familjen hoppspindlar. Inga underarter finns listade i Catalogue of Life.